# Gat-Chefer
Gat-Chefer, Gitta-Chefer (hebr. גת חפר) – biblijne miasto położone na terytorium Zabulona w Dolnej Galilei (Joz 19,13), między Nazaretem a Kafarnaum. Miejsce narodzin proroka Jonasza (2 Krl 14,25). Nazwa Gat oznacza dosłownie tłocznię winiarską i odnosi się prawdopodobnie do głównego zajęcia mieszkańców, człon Chefer natomiast, oznaczający dół lub studnię, został dodany dla odróżnienia od innych miejscowości o tej samej nazwie.
Utożsamiane ze współczesnym Chirbat az-Zurra, leżącym na zachód od Jeziora Galilejskiego.